# Emoia impar
Emoia impar este o specie de șopârle din genul Emoia, familia Scincidae, descrisă de Werner 1898. A fost clasificată de IUCN ca specie cu risc scăzut. Conform Catalogue of Life specia Emoia impar nu are subspecii cunoscute.